# Curaçao (likör)
Curaçao (uttalas kyrasau med betoning på första eller sista stavelsen) är en citruslikör med mycket söt smak och som finns i färgerna blå, grön, röd och orange. Den smaksattes ursprungligen med torkade apelsinskal, från den speciella apelsinsorten laraha, men numera tillverkas smaken syntetiskt.[källa behövs] Den har fått sitt namn efter ön Curaçao i Västindien.

## Galleri

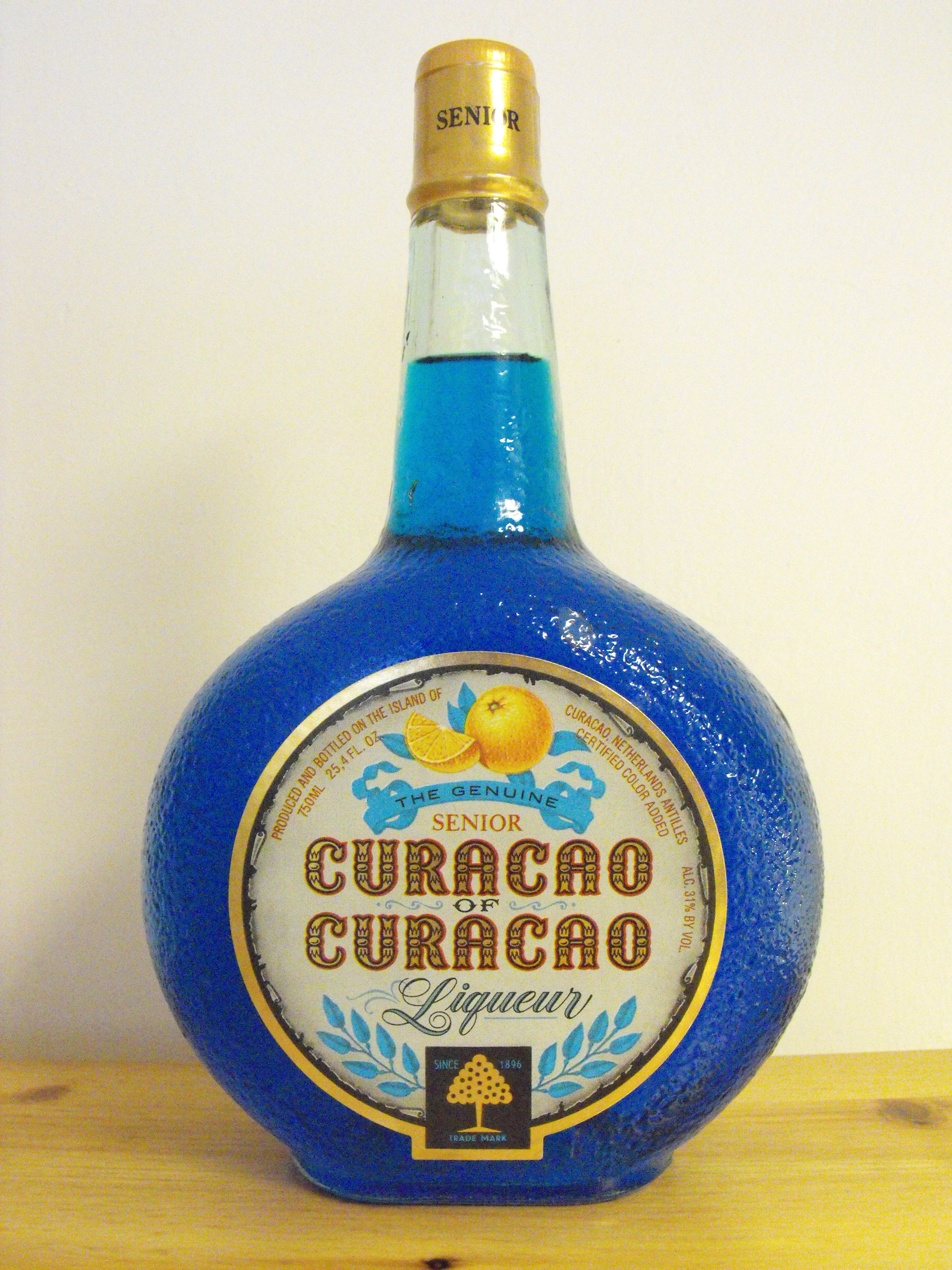
Seniors blåa Curaçao.
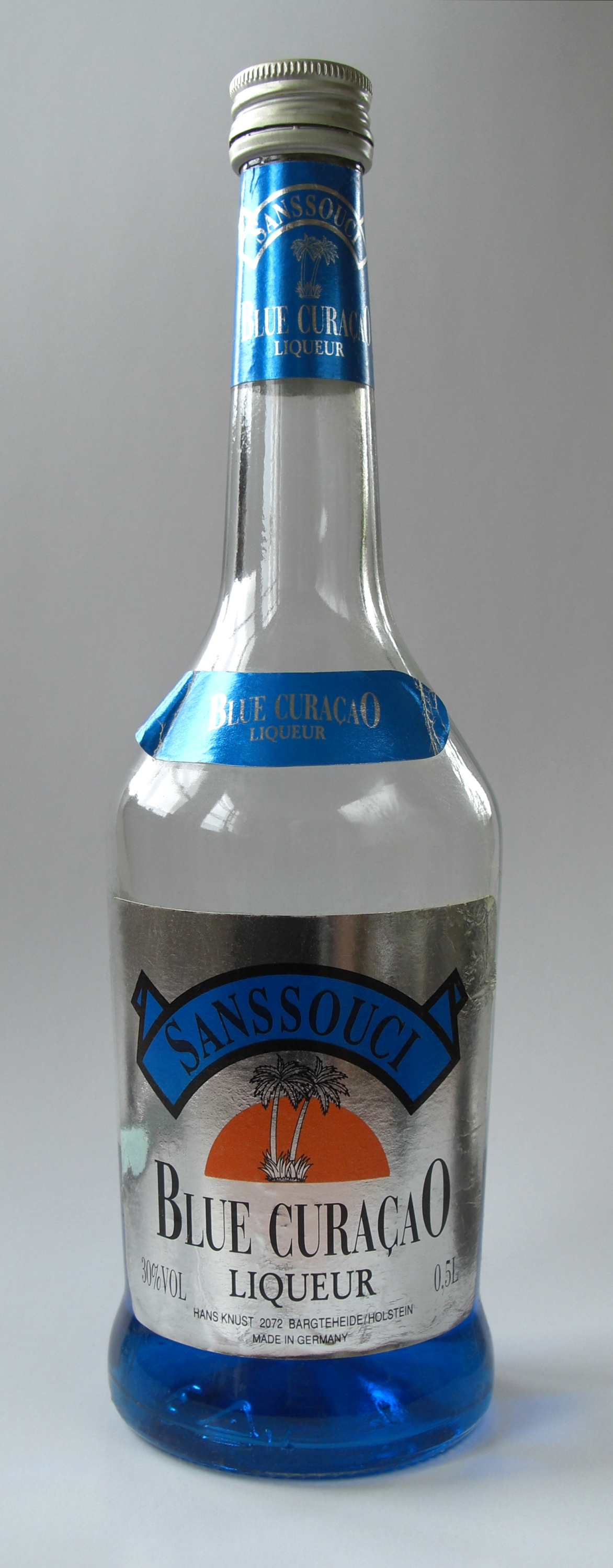
Sanssoucis blåa Curaçao.